# Flaming Youth
Flaming Youth è un brano musicale del gruppo hard rock statunitense Kiss, pubblicato come singolo il 30 aprile 1976 e proveniente dall'album Destroyer. Non riscosse molto successo, arrivando solo al 72º posto in America.

## Il brano
Il brano è stato scritto da Ace Frehley, Paul Stanley, Gene Simmons e Bob Ezrin, produttore dell'album. Si tratta in realtà di un collage di brani scritti precedentemente dai membri della band. Ad esempio il riff principale è ricavato da una demo del 1970 di Gene Simmons intitolata Mad Dog, che può essere rintracciata nella raccolta del 2001 The Box Set. La chitarra solista non è suonata da Ace Frehley, bensì dal chitarrista di Alice Cooper Dick Wagner. Tra gli strumenti utilizzati vi è anche una calliope, grazie al consiglio dato dal produttore Bob Ezrin, che poi la suonerà nel brano.

## Tracce
- Lato A - Flaming Youth
- Lato B - God of Thunder

## Formazione
- Paul Stanley - chitarra ritmica, voce
- Gene Simmons - basso
- Peter Criss - batteria

### Collaboratori
- Dick Wagner - chitarra solista
- Bob Ezrin - calliope